# Arma, Kansas
Arma là một thành phố thuộc quận Crawford, tiểu bang Kansas, Hoa Kỳ. Năm 2010, dân số của xã này là 1481 người.

## Dân số
Dân số các năm:
- Năm 2000: 1529 người
- Năm 2010: 1481 người